# (7279) Hagfors
(7279) Hagfors est un astéroïde de la ceinture principale.

## Description
(7279) Hagfors est un astéroïde de la ceinture principale. Il fut découvert le 7 novembre 1985 à la station Anderson Mesa par Edward L. G. Bowell. Il présente une orbite caractérisée par un demi-grand axe de 3,11 UA, une excentricité de 0,17 et une inclinaison de 5,3° par rapport à l'écliptique.

## Compléments